# Прекович, Йована
Йована Прекович (серб. Јована Прековић; род. 20 января 1996, Аранджеловац, Шумадийский округ, Республика Сербия, Югославия) — сербская каратистка, олимпийская чемпионка из Токио.

## Биография
Родилась в Швейцарии, где работали ей родители, но воспитывалась в селе Мисачи недалеко Аранджеловаца. Она начала заниматься карате в 2001 году в клубе Княз Аранджеловац (серб. Књаз Аранђеловац).
В 2016 году завоевала бронзовую медаль чемпионата Европы по кумите до 61 кг. В 2017 году стала чемпионкой Европы в той же категории. В 2018 году стала чемпионкой мира по кумите до 61 кг.
В 2021 году опять победила на чемпионате Европы, а также стала олимпийской чемпионкой в кумите до 61 кг. Она была также знаменосцем Сербии на церемонии закрытия игр.
У неё две сестры, Елена и Ивана, а также брат Илия. Елена тоже представляла Сербию в карате, но завершила карьеру из-за травмы. Ей тренером с начала карьеры является Роксанда Атанасов.